# Château-d'Eau (Québec)
Pour les articles homonymes, voir Château d'eau (homonymie).
Château-d'Eau est une ancienne municipalité du Québec, située dans ce qui est de nos jours appelé la région administrative de la Capitale-Nationale. Elle existe de 1926, année de son détachement de Loretteville, à 1965, année de son annexion avec cette même ville. 

## Histoire

### Premières années

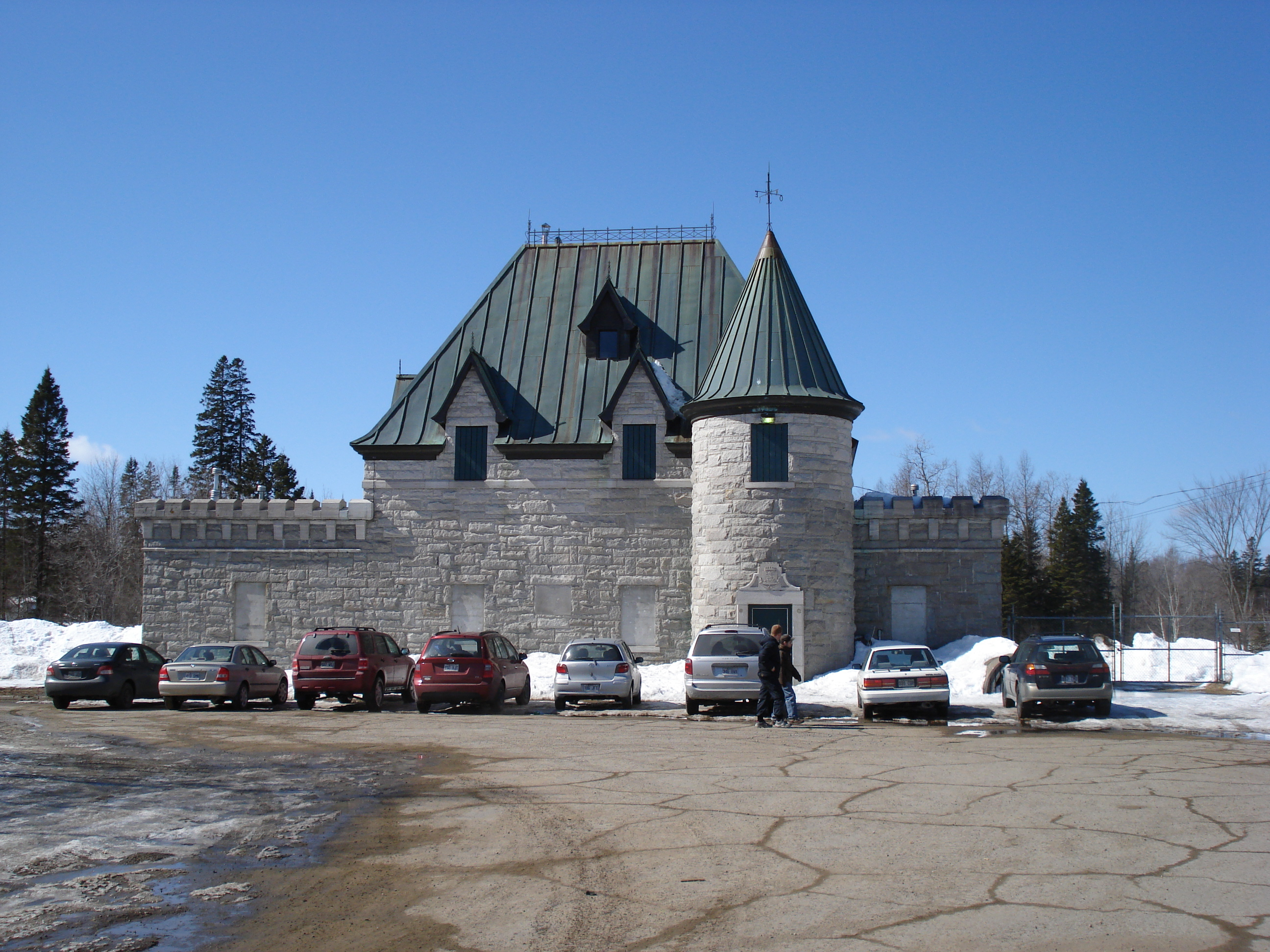
Le château d'eau, situé sur la rive est de la rivière Saint-Charles.

Un chemin de fer traversant le secteur d'est en ouest construit dans les années 1880 favorise le peuplement et le développement de la villégiature dans le secteur. Plusieurs familles aisées de Québec viennent y établir leur résidence d'été à l'ouest de la rivière Saint-Charles, face au château d'eau, situé sur la rive est. Le lieu de villégiature était surnommé « Castorville » par ses habitants ayant des chalets ou des résidences secondaires. Le nom aurait été donné car un des saisonniers était le Docteur Samuel Grondin, propriétaire de l'équipe de hockey ; les Castors de Québec. Toutefois, peu à peu, le secteur est appelé « Château-d'Eau », nom que prendra la ville plus tard constituée. 
La ville de Château-d'Eau a été constitué par son détachement du village de Loretteville, le 24 mars 1926 et prend ce nom.
Elle se rattache à son village d'origine, maintenant ville de Loretteville, le 20 février 1965.

### Loretteville et Québec
À l'annexion de Château-d'Eau, l'ancienne municipalité devient quartier de la ville de Loretteville. 
En 2002, lors des réorganisations municipales, Loretteville est intégré dans le nouvel arrondissement de la Haute-Saint-Charles de la ville de Québec
Une rue est nommée en 1984 et un parc en 1992 dans la ville de Loretteville, en l'honneur de l'ancien château d'eau et de l'ancienne ville de Château-d'Eau. 

## Liste des maires
La liste suivante répertorie les titulaires de la charge de maire durant les quarante années d'existence de la municipalité.
- 1926-1937 : Joachim Reid
- 1937-1940 : Elias Thivierge
- 1940-1944 : Joseph-Adolphe Grenier
- 1944-1950 : Ernest Blondeau
- 1950-1964 : Léopold Hurtubise
- 1964-1965 : Léopold Larochelle

## Hommages
La rue du Docteur-Larochelle a été nommée en l'honneur de l'ancien maire, Léopold Larochelle, en 2006 dans la ville de Québec.